# Медвинська вулиця
Ме́двинська ву́лиця — вулиця в Солом'янському районі м. Києва, місцевість Монтажник. Пролягає від вулиці Нечуя-Левицького та вулиці Монтажників до кінця забудови.
Прилучаються Куп'янська вулиця та Травневий провулок.

## Історія
Медвинська вулиця виникла у середині ХХ століття (не раніше 1949 року) під назвою 483-я Нова. Сучасна назва — з 1955 року, на честь села Медвин на Київщині.
Забудова — малоповерхова приватна.